# Gran Premio motociclistico d'Austria 1975
Il Gran Premio motociclistico d'Austria fu il terzo appuntamento del motomondiale 1975.
Si svolse il 4 maggio 1975 a Salisburgo. Erano in programma le classi 125, 350, 500 e sidecar.
Doppio ritiro per Giacomo Agostini, causato in entrambi i casi da problemi meccanici. A vincere in 350 e 500 fu il compagno di Marca Hideo Kanaya. Ritirato Johnny Cecotto in 350, coinvolto in una caduta di gruppo, mentre Barry Sheene non fu ammesso alla partenza della 500 per le sue cattive condizioni fisiche (era reduce da un incidente alla 200 Miglia di Daytona nel quale si era rotto un polso, una clavicola e un femore).
Doppietta Morbidelli in 125, con Pier Paolo Bianchi (in testa per tutta la gara) che lasciò vincere Paolo Pileri.
La gara dei sidecar fu una lotta tra Rolf Steinhausen e Angelo Pantellini, vinta dal tedesco.

## Classe 500

### Arrivati al traguardo
| Pos. | Pilota            | Moto          | Tempo      | Punti |
| ---- | ----------------- | ------------- | ---------- | ----- |
| 1    | Hideo Kanaya      | Yamaha        | 59' 53" 44 | 15    |
| 2    | Teuvo Länsivuori  | Suzuki        | +11" 62    | 12    |
| 3    | Phil Read         | MV Agusta     | +22" 97    | 10    |
| 4    | Armando Toracca   | MV Agusta     | +50" 57    | 8     |
| 5    | Horst Lahfeld     | König         | +1 giro    | 6     |
| 6    | Dieter Braun      | Yamaha        | +1 giro    | 5     |
| 7    | Karl Auer         | Yamaha        | +1 giro    | 4     |
| 8    | Tom Herron        | Yamaha        | +1 giro    | 3     |
| 9    | Alex George       | Yamaha        | +1 giro    | 2     |
| 10   | Thierry Tchernine | Yamaha        | +2 giri    | 1     |
| 11   | Charlie Williams  | Maxton-Yamaha | +2 giri    |       |
| 12   | Reinhard Hiller   | König         | +2 giri    |       |
| 13   | Helmut Kassner    | Yamaha        | +2 giri    |       |
| 14   | Alfred Bahjohr    | König         | +3 giri    |       |
| 15   | Hans Braumandl    | Yamaha        | +3 giri    |       |
| 16   | Boet van Dulmen   | Yamaha        | +3 giri    |       |
| 17   | Frank Fellmann    | König         | +4 giri    |       |
| 18   | Edmund Czihak     | König         | +4 giri    |       |
| 19   | Max Wiener        | Rotax         | +5 giri    |       |
| 20   | Peter Baláž       | Yamaha        | +5 giri    |       |
| 21   | Walter Kaletsch   | Yamaha        | +22 giri   |       |

### Ritirati
| Pilota               | Moto            | Motivo ritiro              |
| -------------------- | --------------- | -------------------------- |
| Patrick Pons         | Yamaha          |                            |
| Jack Findlay         | Yamaha          |                            |
| Stan Woods           | Suzuki          |                            |
| John Williams        | Yamaha          |                            |
| Hans Stadelmann      | Yamaha          |                            |
| Giacomo Agostini     | Yamaha          | rottura dell'albero motore |
| Ernst Hiller         | König           |                            |
| Gary Scott           | Harley-Davidson |                            |
| Víctor Palomo        | Yamaha          |                            |
| Franz Laimböck       | Yamaha          |                            |
| Eduardo Celso-Santos | Yamaha          |                            |
| Michael Schmid       | Rotax           |                            |
| Chas Mortimer        | Maxton-Yamaha   |                            |
| Steve Ellis          | Yamaha          |                            |
| John Newbold         | Suzuki          |                            |

### Non partiti
| Pilota       | Moto   |
| ------------ | ------ |
| Barry Sheene | Suzuki |

## Classe 350
36 piloti alla partenza, 16 al traguardo.

### Arrivati al traguardo
| Pos. | Pilota               | Moto   | Tempo      | Punti |
| ---- | -------------------- | ------ | ---------- | ----- |
| 1    | Hideo Kanaya         | Yamaha | 50' 03" 71 | 15    |
| 2    | Jon Ekerold          | Yamaha | +25" 66    | 12    |
| 3    | Eduardo Celso-Santos | Yamaha | +34" 78    | 10    |
| 4    | Philippe Coulon      | Yamaha | +57" 29    | 8     |
| 5    | Patrick Pons         | Yamaha | +57" 71    | 6     |
| 6    | Anton Mang           | SMZ    | +58" 08    | 5     |
| 7    | Gérard Choukroun     | Yamaha | +58" 25    | 4     |
| 8    | Hans Stadelmann      | Yamaha | +1' 15" 87 | 3     |
| 9    | Pentti Korhonen      | Yamaha | +1' 18" 58 | 2     |
| 10   | Max Wiener           | Yamaha | +1 giro    | 1     |
| 11   | Boet van Dulmen      | Yamaha | +1 giro    |       |
| 12   | Franz Weidacher      | Yamaha | +1 giro    |       |
| 13   | Gyula Marsovszky     | Yamaha | +1 giro    |       |
| 14   | Johann Patzer        | Yamaha | +1 giro    |       |
| 15   | Roland Weiss         | Yamaha | +1 giro    |       |
| 16   | Werner Schmid        | Yamaha | +1 giro    |       |

### Ritirati
| Pilota             | Moto          | Motivo ritiro |
| ------------------ | ------------- | ------------- |
| Johnny Cecotto     | Yamaha        | caduta        |
| János Drapál       | Yamaha        | caduta        |
| John Williams      | Yamaha        | caduta        |
| Edmar Ferreira     | Yamaha        | caduta        |
| Werner Fagerer     | Yamaha        | caduta        |
| Chas Mortimer      | Maxton-Yamaha |               |
| Peter McKinley     | Yamaha        |               |
| Olivier Chevallier | Yamaha        |               |
| Dieter Braun       | Yamaha        |               |
| Tom Herron         | Yamaha        |               |
| Bruno Kneubühler   | Yamaha        |               |
| Jack Findlay       | Yamaha        |               |
| Víctor Palomo      | SMAC-Yamaha   |               |
| Giacomo Agostini   | Yamaha        | grippaggio    |
| Helmut Kassner     | Yamaha        |               |
| Charlie Williams   | Yamaha        |               |
| Tapio Virtanen     | MZ            |               |

## Classe 125
34 piloti alla partenza, 20 al traguardo.

### Arrivati al traguardo
| Pos. | Pilota             | Moto       | Tempo      | Punti |
| ---- | ------------------ | ---------- | ---------- | ----- |
| 1    | Paolo Pileri       | Morbidelli | 47' 31" 31 | 15    |
| 2    | Pier Paolo Bianchi | Morbidelli | +0" 39     | 12    |
| 3    | Henk van Kessel    | AGV-Condor | +32" 02    | 10    |
| 4    | Kent Andersson     | Yamaha     | +32" 32    | 8     |
| 5    | Leif Gustafsson    | Yamaha     | +41" 87    | 6     |
| 6    | Bruno Kneubühler   | Yamaha     | +1' 28" 2  | 5     |
| 7    | Patrick Fernandez  | Yamaha     | +1 giro    | 4     |
| 8    | Horst Seel         | Seel-Maico | +1 giro    | 3     |
| 9    | Johann Zemsauer    | Rotax      | +1 giro    | 2     |
| 10   | Hans Müller        | Yamaha     | +1 giro    | 1     |
| 11   | Aldo Pero          | Yamaha     | +2 giri    |       |
| 12   | Pentti Salonen     | Yamaha     |            |       |
| 13   | Seppo Kangasniemi  | Yamaha     |            |       |
| 14   | Ernst Fagerer      | Maico      |            |       |
| 15   | Franz Leitner      | Maico      |            |       |
| 16   | Michael Fahrmeir   | Yamaha     |            |       |
| 17   | Harry Hoffmann     | Maico      |            |       |
| 18   | László Szabó jr.   | MZ         |            |       |
| 19   | Walter Winkler     | Yamaha     |            |       |
| 20   | Jiri Kopitar       | Maico      |            |       |

### Ritirati
| Pilota             | Moto       | Motivo ritiro |
| ------------------ | ---------- | ------------- |
| Peter Frohnmeyer   | Maico      |               |
| Gert Bender        | Bender     |               |
| Thierry Tchernine  | Yamaha     |               |
| Herbert Rittberger | Yamaha     |               |
| Cees van Dongen    | Yamaha     |               |
| Hans-Jürgen Hummel | Yamaha     |               |
| Harald Bartol      | Suzuki     |               |
| Géza Repitz        | MZ         |               |
| Eugenio Lazzarini  | Piovaticci |               |

## Classe sidecar

### Arrivati al traguardo
| Pos | Pilota                | Passeggero          | Moto          | Tempo      | Punti |
| --- | --------------------- | ------------------- | ------------- | ---------- | ----- |
| 1   | Rolf Steinhausen      | Josef Huber         | Busch-König   | 47' 05" 75 | 15    |
| 2   | Angelo Pantellini     | Freddo Mazzoni      | König         | +0" 99     | 12    |
| 3   | Herbert Prügl         | Johann Kußberger    | König         | +1' 05" 47 | 10    |
| 4   | Heinz Luthringshauser | Hermann Hahn        | Busch Spezial |            | 8     |
| 5   | Gerry Boret           | Nigel Boret         | Renwick-König |            | 6     |
| 6   | George O'Dell         | Alan Gosling        | Renwick-König |            | 5     |
| 7   | Amedeo Zini           | Andrea Fornaro      | König         | +2 giri    | 4     |
| 8   | Rolf Biland           | Freddy Freiburghaus | Seymaz-Yamaha |            | 3     |

## Fonti e bibliografia
- La Stampa, 3 maggio 1975, pag. 17, 4 maggio 1975, pag. 19 e 5 maggio 1975, pag. 15
- "Moto73" n° 10 del 16 maggio 1975, su motorracehistorie.nl. URL consultato il 2 luglio 2013 (archiviato dall'url originale il 25 ottobre 2013).
- Werner Haefliger, MotoGP Results 1949-2010 Guide, Fédération Internationale de Motocyclisme, 2011.
- Risultati della 500 su autosport.com, su autosport.com.